# 希尔顿·布朗
希尔顿·布朗（英語：Hilton Brown，1946年12月13日—），新西兰男子游泳运动员。他曾代表新西兰参加1966年大英帝国和英联邦运动会游泳比赛，获得男子4×110码混合泳接力铜牌。